# Tomàs de March i Virgili
Tomàs de March i Virgili (Reus, 15 de juny de 1788 - Reus, 31 d'agost de 1865) va ser un militar català.
Era el cinquè fill de Bonaventura de March, comerciant reusenc propietari de la casa March de Reus, i germà de Joaquim, Josep Antoni i Joan de March i Virgili. Als 16 anys va ingressar com a cadet al Regiment de Voluntaris de Castella. El 1804 l seu pare li va prometre una assistència econòmica mensual de 480 rals.
Amb el seu regiment va participar en diverses batalles a principis de la Guerra del francès. El setembre de 1809 va ser fet presoner per les tropes franceses i el seu pare va disposar al testament que si recobrava la llibertat se li pagués el triple del que li corresponia per la llegítima. Va ser alliberat, i durant el Trienni liberal estava destinat a Tarragona. El setembre de 1823 era capità de la milícia activa de Tarragona i tinent del Regiment d'Infanteria d'Aragó. El 1832 va ascendir a tinent coronel graduat i tenia el comandament efectiu com a capità del primer batalló del Regiment d'Infanteria de Mallorca.
Va tenir sempre la confiança de la seva mare, Isabel Virgili, que li va encarregar de dirigir els seus assumptes econòmics. Ell gestionava els arrendaments de totes les finques vinculades als Virgili. Juntament amb el seu germà Josep Antoni de March, havia redreçat el patrimoni familiar, mal gestionat pel seu pare, sobretot pel que fa als béns procedents de la família de la seva mare.
El 1835 es va casar amb Maria (o Teresa Maria) Martí i Santgenís i va anar a viure a Tarragona, tot i que va morir a Reus el 1865, on també va morir la seva muller.